# Konstantínos Sáthas
Konstantínos Sáthas (en grec moderne : Κωνσταντίνος Σάθας ; né en 1842 à Athènes et mort le 25 mai 1914 à Paris) est un historien et chercheur grec.

## Éléments biographiques
Konstantínos Sáthas a passé sa vie à exhumer des documents jusqu'alors inconnus concernant l'histoire de la Grèce de la fin du Moyen Âge et du début de l'époque moderne, qu'il a ensuite publiés. Il a effectué des recherches dans les archives de Grèce, de Constantinople (aujourd'hui Istanbul), de Venise et de Florence. En 1900, il s'installe à Paris, où il vit jusqu'à sa mort.
Bon nombre des nombreux documents que Konstantínos Sáthas a mis au jour restent encore aujourd'hui des sources d'information de premier ordre. On peut affirmer que son travail n'a jamais été pleinement apprécié et que certaines de ses opinions sont aujourd'hui considérées comme excentriques. Il a néanmoins réalisé un travail novateur et a été considéré comme le meilleur historien de la Grèce du XIXe siècle. Il a publié les premières éditions des chroniques médiévales chypriotes de Leontios Machairas et de Georgios Boustronios (en).

## Œuvres choisies

### En grec
- La Révolution de la nation grecque au XVIIe siècle, Athènes, 1865.
- La chronique de Galaxeidi, 1865.
- Hellenika Anekdota, 1867, 2 volumes (textes grecs inédits).
- Nouvelle philologie grecque. Biographies d'illustres écrivains grecs... 1453 à 1821, 1868.
- La Grèce sous occupation turque, 1869.
- Bibliothèque médiévale, 1872–1894 (7 volumes).
- Essai historique sur le théâtre et la musique des Byzantins, 1878.
- Théâtre crétois, ou recueil de dramata inédits et inconnus, 1879.
- Les stratiotes grecs en Occident et la renaissance des tactiques militaires grecques, 1885.

### En français
- Documents inédits relatifs à l'histoire de la Grèce au Moyen Âge publiés sous les auspices de la Chambre des députés de Grèce, Paris, 1880–1890, 9 volumes en langues française, italienne et latine.
- Sur les Commentaires byzantins sur Ménandre, Homère, etc. : Notice et textes grecs inédits, Paris, 1876.
- Deux lettres inédites de l'empereur Michel Ducas Parapinace à Robert Guiscard rédigées par Michel Psellus, Paris, 1875.
- La tradition hellénique et la légende de Phidias de Praxitèle et de la fille d'Hippocrate au moyen âge, Paris, 1875.
- Les exploits de Digenis Akritas : Epopée byzantine du dixième siècle / publié pour la première fois d'après le manuscrit unique de Trébizonde, Athènes, 1875 (avec Émile Legrand)

### En anglais
- Konstantínos Sáthas a collaboré avec J. B. Bury et d'autres pour une édition de l'Histoire de Michael Psellus (Methuen & Co., Londres, 1899).